# فلاديمير مارين
فلاديمير مارين (بالإسبانية: Vladimir Marín)‏ (26 سبتمبر 1979 في كولومبيا - ) هو لاعب كرة قدم كولومبي في مركز الدفاع. شارك مع منتخب كولومبيا لكرة القدم. أما مع النوادي، فقد لعب مع أتلتيكو باراناينسي وأتلتيكو ناسيونال وأوليمبيا أسونسيون وإنديبندينتي ميديلين وإنديبندينتي وديبورتيفو كالي وسبورتيفو لوكوينو وسيينسيانو ونادي تولوكا ونادي خورخي ويلسترمان ونادي ليبرتاد ونادي ليونيس وريونيغرو أغيلاس.

## وصلات خارجية
- فلاديمير مارين على موقع الاتحاد الدولي (مؤرشف)  (الإنجليزية)
- فلاديمير مارين على موقع قاعدة بيانات كرة القدم.إي يو (الإنجليزية)
- فلاديمير مارين على موقع ناشيونال فوتبول تيمز (الإنجليزية)
- فلاديمير مارين على موقع Soccerway.com (الإنجليزية)
- فلاديمير مارين على موقع عالم كرة القدم.نت (الإنجليزية)
- فلاديمير مارين على موقع AS.com (الإسبانية)